# アポロPAT-1

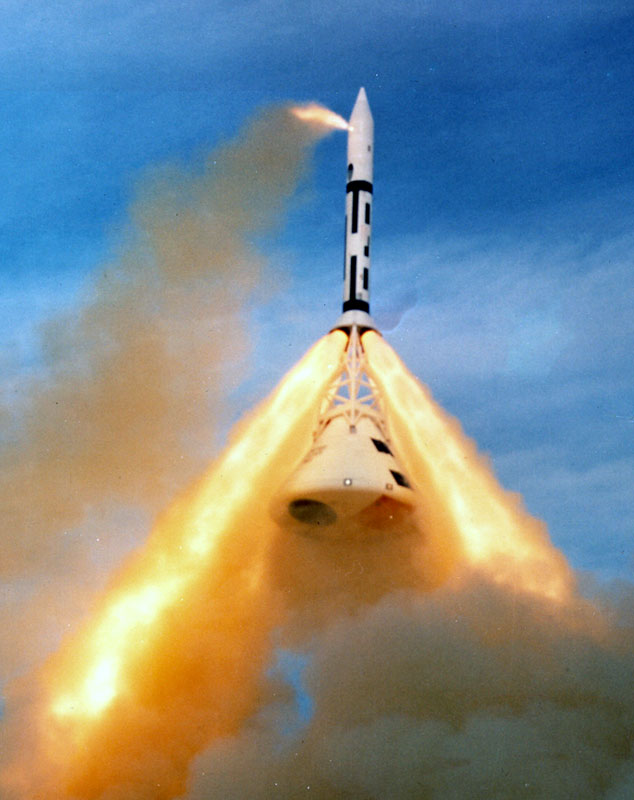
Pad Abort Test 1 (NASA)

アポロPAT-1（Pad Abort Test-1, 緊急脱出用ロケット試験1）とは、アメリカ合衆国のアポロ計画において最初に行われた、非常時に宇宙飛行士が脱出するためのロケットの発射実験である。

## 目的
PAT-1の目的は、ロケットが爆発するなどの緊急事態が発生した時に飛行士の乗った司令船をできる限り遠くに避難させる緊急脱出用ロケット (launch escape system, LES) の試験であった。

## 飛行
1963年11月7日、ニュー・メキシコ州のホワイトサンズ・ミサイル実験場で最初の発射実験が行われたが、この時には司令船の内部には計測機器などが搭載されていたわけではなく、完全なダミーだった。現地時間午前9時00分01秒に、メインロケットに点火のシグナルが送られた。同時に頂上部にある小型の方向制御用ロケットも点火され、PAT-1は徐々に水平方向に移動しながら急上昇した。
発射から15秒後、高度2,800mに到達した時点でLESが切り離されパラシュートが展開し、司令船は発射地点から2.5km離れた地点に時速26kmで着陸した。

## 写真

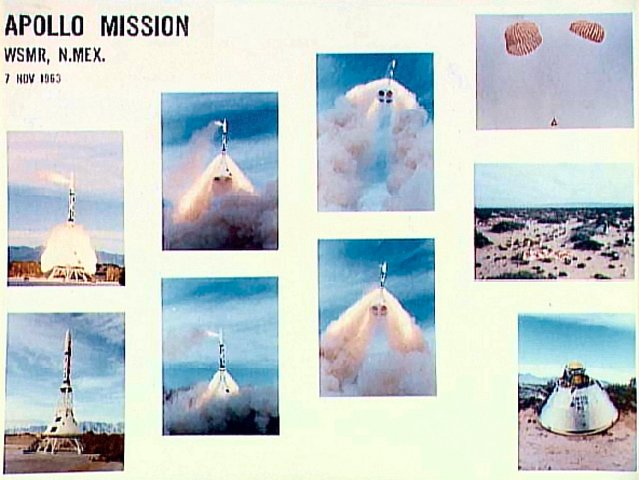
Apollo Pad Abort Test - Nov. 7, 1963 (NASA)